# Maria Brignole Sale De Ferrari

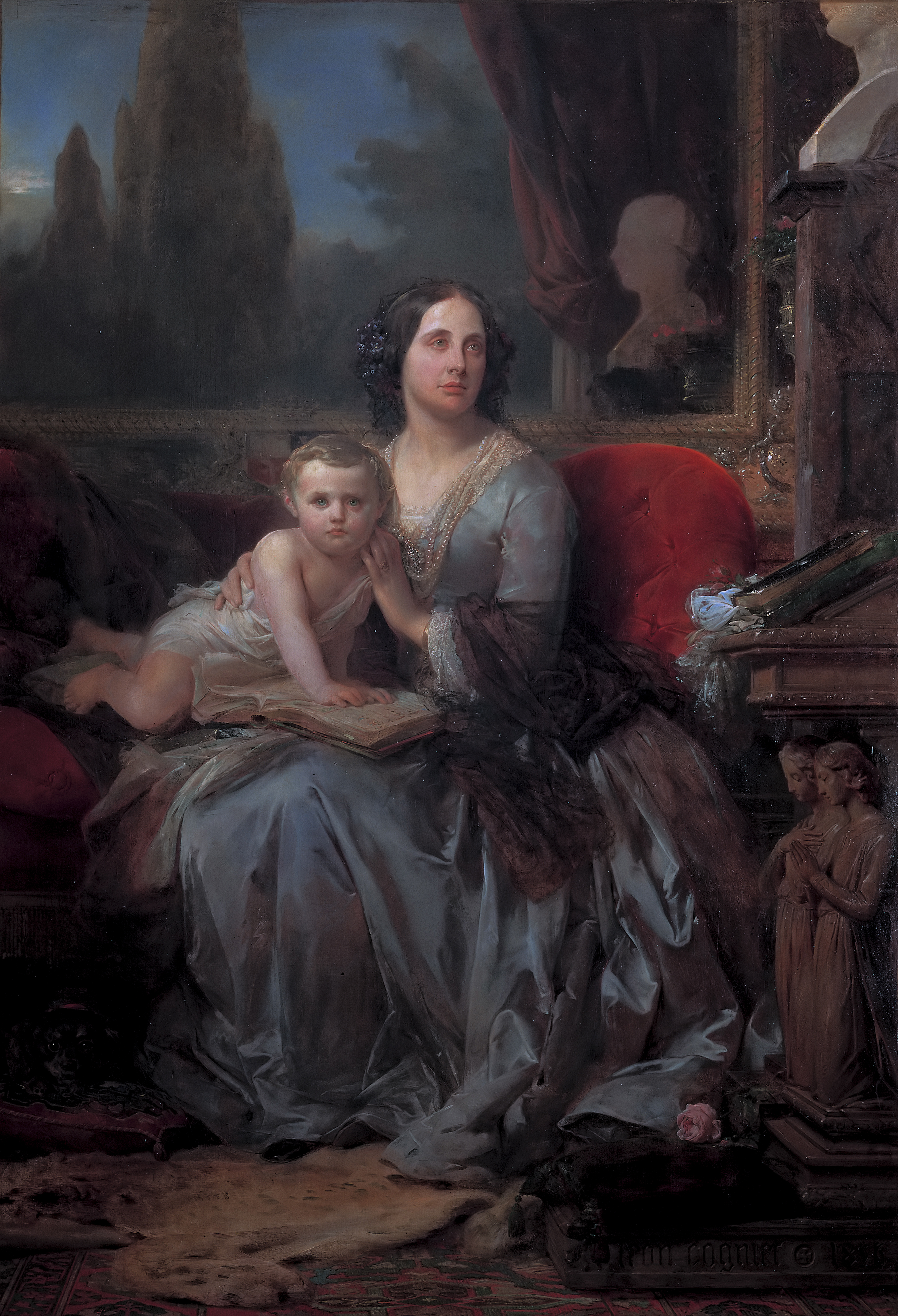
Léon Cogniet: Maria Brignole Sale de Ferrari

Marchesa Maria Brignole Sale De Ferrari, Herzogin von Galliera, Marchesa von Groppoli, Fürstin von Lucedio (* 5. April 1811 in Genua; † 9. Dezember 1888 ebenda) war eine italienische Aristokratin, Salonnière und Mäzenin.

## Leben

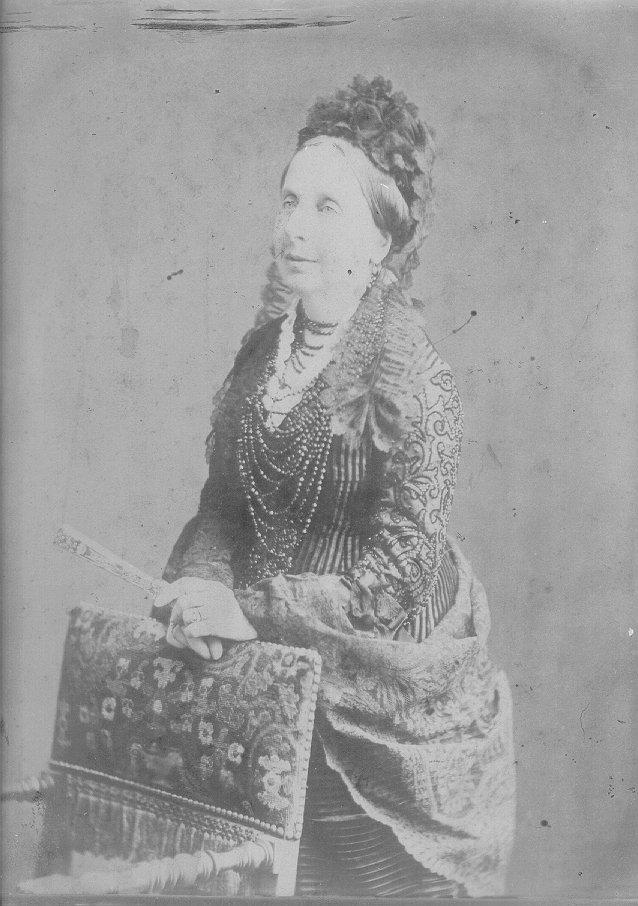
Nadar: Maria Brignole Sale de Ferrari

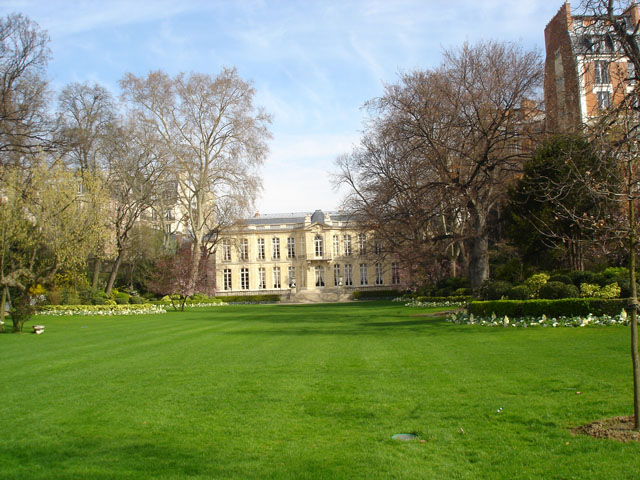
Hôtel Matignon, Wohnsitz in Paris

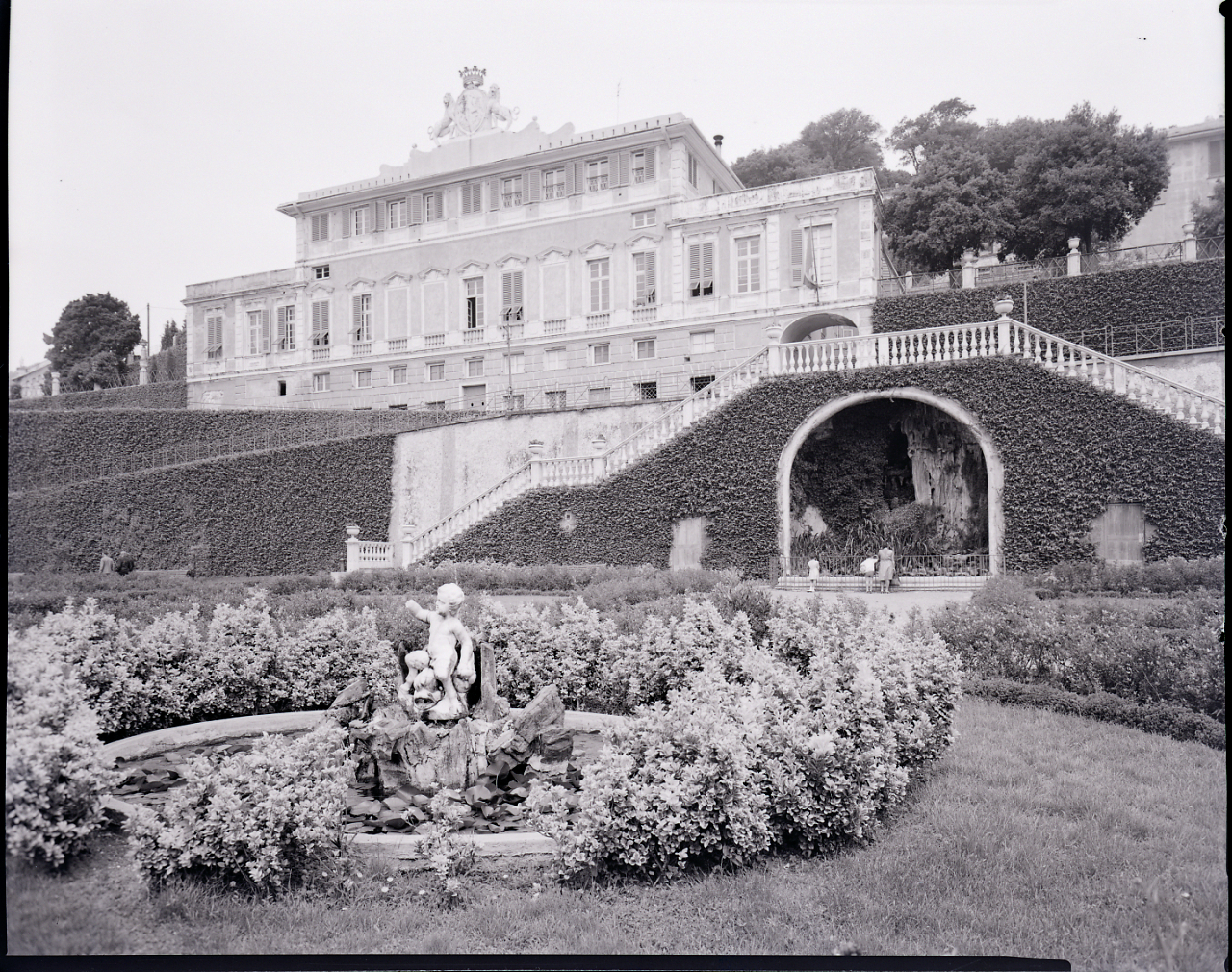
Villa der Herzogin in Voltri

Die Tochter des Diplomaten Marchese Antonio Brignole Sale (1786–1863) und der Marchesa Arthemisa Negrone (1787–1865) entstammte einem alten und sehr vermögenden Genueser Adelsgeschlecht und zählte von väterlicher wie mütterlicher Seite mehrere Dogen unter ihren Ahnen. Ihr Vater schlug sich beim italienischen Feldzug Napoleon Bonapartes in den 1790er Jahren auf die französische Seite und wurde später zum „Marquis de l’Empire“ und Maître des requêtes, also Vortragenden Rat, im Staatsrat der Ligurischen Republik erhoben. Als diese Tochterrepublik des revolutionären Frankreichs 1805 ins neugeschaffene französische Kaiserreich eingegliedert wurde, war er an den Verhandlungen beteiligt, ebenso wie im Fall der Batavischen Republik ein Jahr darauf. Anschließend diente er als Präfekt von Montenotte und Savona bis zum Ende des Empire 1814. Nach der Restauration in sardischen Diensten, war er von 1834 bis 1848 Botschafter in Frankreich und zählte zum Umkreis von König Louis Philippe.
Seine Tochter Maria verbrachte ihre Kindheit im Palazzo Ridolfo e Giovanni Francesco Brignole Sale (Palazzo Rosso), dem Stadtpalais der Familie in Genua. 1828 heiratete sie mit dem Marchese Raffaele de’ Ferrari einen der reichsten Männer Italiens, wurde in der Ehe aber nicht sehr glücklich, da beide Partner zu verschieden waren. Nachdem ihr Mann, bald nach der Hochzeit, aus Versehen den Tod eines seiner Diener verursacht hatte, floh das Paar vor den Behörden nach Paris, wohin die Marchese ohnehin hatte ziehen wollen, da ihr Genua zu provinziell war. In Frankreich entfaltete ihr Mann eine rege Geschäftstätigkeit. Er zählte bald zu den reichsten Finanzmagnaten Frankreichs und verdiente mit Eisenbahnspekulationen Millionen. Noch in den 1860er Jahren war er an der Finanzierung des Suez-Kanals führend beteiligt.
1837 verkaufte Kronprinz Oskar von Schweden das Titularherzogtum Galliera – gelegen in der Provinz Bologna in der Emilia-Romagna –, das 1812 von Napoleon für seine Stiefenkelin Josephine von Leuchtenberg eingerichtet worden war und von dieser als Mitgift in ihre Heirat mit Oskar 1823 eingebracht wurde, an den Marchese de’ Ferrari. Dadurch kam neben immensem Reichtum auch der Titel Herzog und Herzogin von Galliera an die Ferrari, der durch Papst Gregor XVI. bestätigt wurde. 1839 verlieh ihnen zudem König Carlo Alberto von Sardinien den Titel Fürst und Fürstin von Lucedio.
1852 schließlich, nachdem König Louis Philippe infolge der Revolution hatte abdanken und aus Frankreich fliehen müssen und das Haus Orléans nunmehr in großem Umfang seinen französischen Privatbesitz veräußerte, erwarb Ferrari vom Prinzen Antoine, jüngstem Sohn des Königs, das Hôtel Matignon in der Rue de Varenne Nr. 57 in Paris. Hier etablierte sich Maria Brignole Sale als Grande Dame der Pariser Gesellschaft im Zweiten Kaiserreich, veranstaltete zahlreiche Feste, empfing berühmte Künstler, Intellektuelle und Politiker ihrer Epoche und richtete eine bedeutende Kunstsammlung ein, vor allem mit Werken von van Dyck und Rigaud. Zu ihren Habitués, die in ihrem nunmehr auch Hôtel Galliera genannten Palais verkehrten, gehörten Adolphe Thiers, François Guizot, Prosper Mérimée und Charles-Augustin Sainte-Beuve.
1886 zog sich Herzogin Maria, mittlerweile verwitwet, in ihre Heimat Genua zurück, wo sie 1888 in der Villa Voltri starb.

## Philanthropisches Wirken

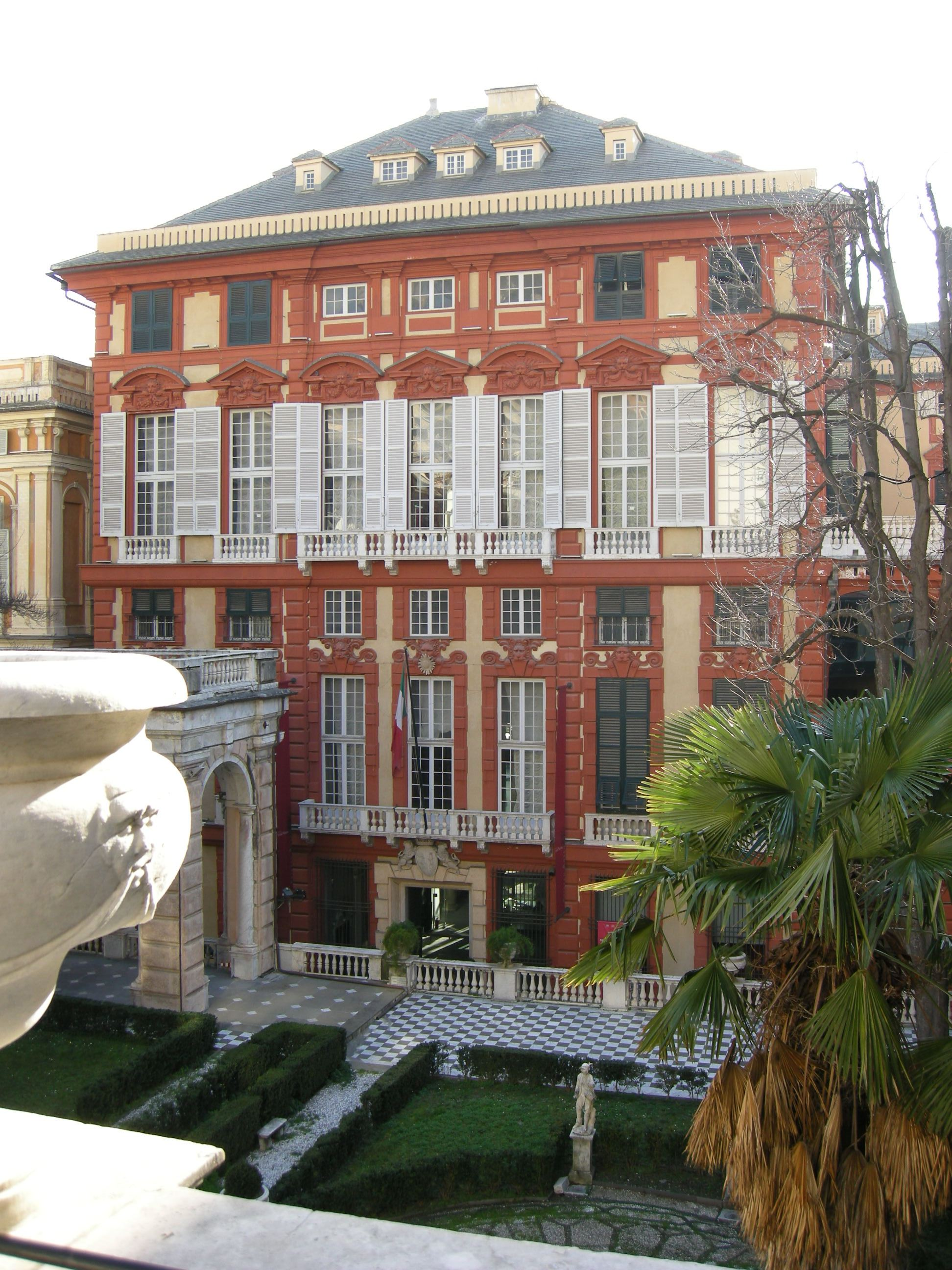
Palazzo Rosso, Genua

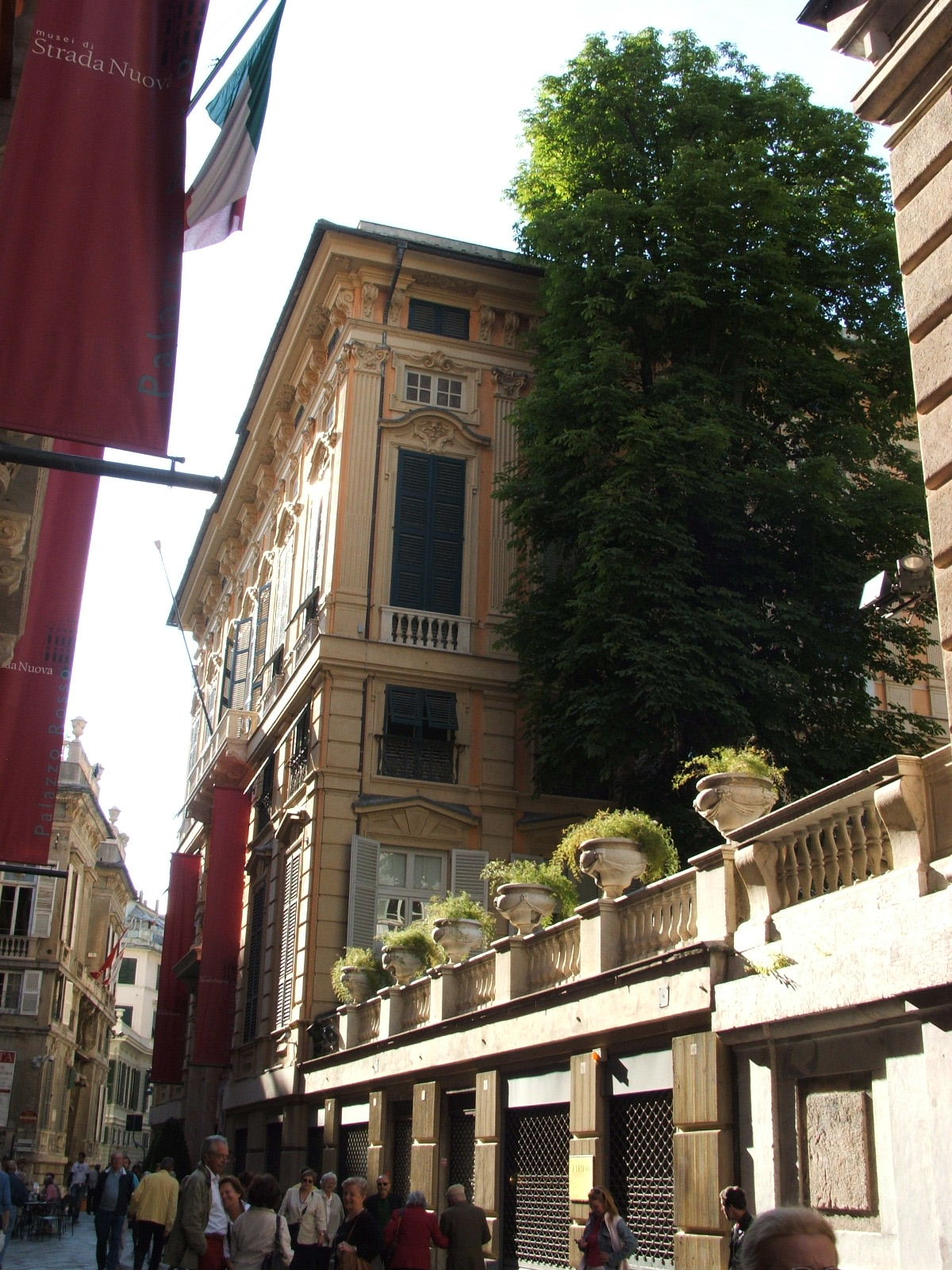
Palazzo Luca Grimaldi (Palazzo Bianco)

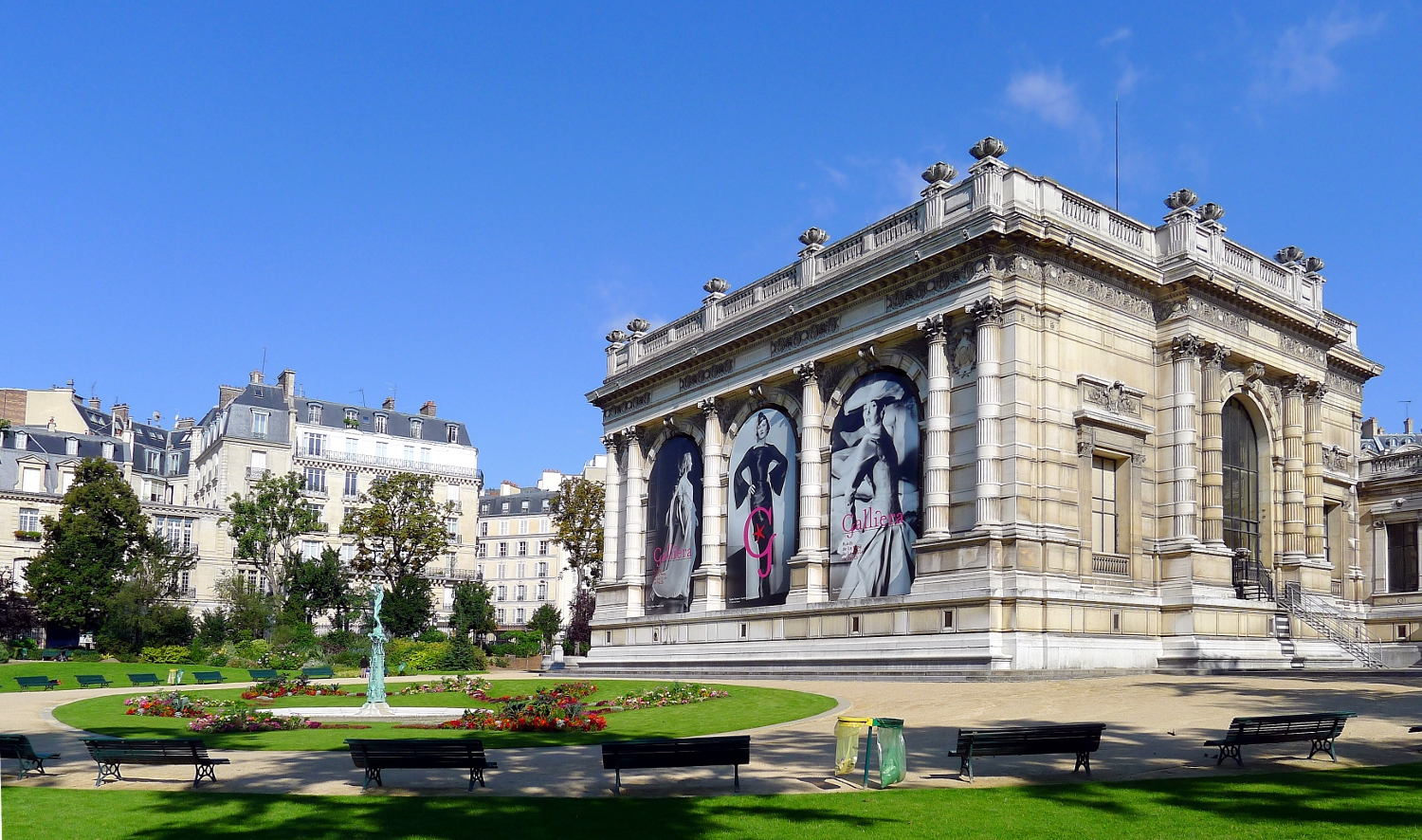
Musée Galliera am Square Brignole-Galliera, Paris

Seit dem Tod ihres Mannes 1876 wurde die Herzogin von Galliera verstärkt karitativ tätig. Da ihr einziger Sohn Philippe, der ganz seiner Sammelleidenschaft für Briefmarken lebte, republikanisch gesinnt war und sowohl die französische als auch die italienische Staatsbürgerschaft ablehnte, die Erbschaft des Vaters ausschlug und sich schließlich von einem österreichischen Aristokraten adoptieren ließ, verblieb das gesamte Vermögen von etwa 200 Millionen Francs bei der Mutter. Sie zog sich in die erste Etage ihres Palais zurück und überließ das Erdgeschoss dem Grafen von Paris, orléanistischer Thronprätendent, der nach dem Sturz des Zweiten Kaiserreichs 1871 nach Frankreich zurückgekehrt war, so dass man das Hôtel Matignon-Galliera in jener Zeit scherzhaft auch das „Hauptquartier des Orléanismus“ nannte.
In den zwölf Jahren bis zu ihrem Tod gab sie, die nun völlig frei über ihr Vermögen disponieren konnte, an die 180 Millionen Francs für wohltätige Zwecke aus, unter anderem für die von ihr mitgegründete Hochschule Sciences-Po, an der auch ihr Sohn kostenlos Unterricht gab. Sie finanzierte die Errichtung des Waisenhauses Saint-Philippe (1877–1888) in Meudon, das heute als Bildungseinrichtung von der Stiftung Orphelins Apprentis d’Auteuil geleitet wird, die es 2004 in Village éducatif Saint-Philippe umbenannte. Darüber hinaus gründete die Herzogin von Galliera Gesundheitseinrichtungen wie das Ospedale Galliera in Genua und das Hospice Ferrari in Clamart. Ihre aus heutiger Sicht wichtigste Stiftung war das Palais Galliera am Square Brignole-Galliera, das seit 1977 das Pariser Modemuseum, Musée Galliera, beherbergt.

## Erbschaft
Da ihr Sohn auf das Erbe verzichtet hatte, setzte sie vor ihrem Tod 1888 umfangreiche Legate aus, unter anderem 5 Millionen Francs an die verwitwete Kaiserin Friedrich, die davon ihren Witwensitz Schloss Friedrichshof in Kronberg im Taunus errichtete.
Nachdem sich die Herzogin 1886 anlässlich der Hochzeitsfeierlichkeiten von Kronprinz Karl von Portugal und Prinzessin Amélie d’Orléans, die in ihrem Haus stattfanden und für Aufregung unter Antiroyalisten sorgten, mit der republikanischen französischen Regierung zerstritten hatte und auch zwischen ihr und dem Grafen von Paris Spannungen aufgetreten waren, vermachte sie das Hôtel Matignon an Österreich-Ungarn, dessen Regierung hier ihren Botschafter in Frankreich installierte, bis das Gebäude schließlich im 20. Jahrhundert Residenz des französischen Premierministers wurde. Große Teile ihrer Genuesischen Sammlungen und Besitzungen, darunter der Palazzo Rosso und der Palazzo Luca Grimaldi („Palazzo Bianco“), gingen an die Stadt Genua. Ihr Name lebt in den Namen von zahlreichen Plätzen und Gebäuden in Paris, Genua und Clamart fort.
Den Titel „Herzog von Galliera“ vermachte sie an Antoine d’Orléans, duc de Montpensier (1824–1890), der durch seine Ehe mit Prinzessin Luisa Fernanda von Spanien die spanische Linie des jüngeren Hauses Orléans begründete, die den Titel bis heute innehat, gegenwärtig durch Prinz Alfonso de Orléans-Borbón (* 1968). Ob sie über den Titel ihres Mannes (zu Lasten ihres Sohnes, der ihn freilich nie führte) frei verfügen konnte, ist fraglich, jedoch dürfte spätestens nach dessen Tode die Anerkennung durch die spanische Krone erfolgt sein.

## Familie

### Ehe und Nachkommen
Marie Brignole Sale heiratete 1828 den Marchese Raffaele de’Ferrari (1808–1876). Sie hatten drei Kinder:
- Livia (1828–1829)
- Andrea (1831–1847)
- Marchese Filippo de’Ferrari (1850–1917)

### Verwandte
Ein Onkel Marias väterlicherseits war der badische Politiker und Diplomat Emmerich Joseph von Dalberg.
Ihre väterliche Großtante 2. Grades Catherine de Brignole-Sale war nacheinander mit Fürst Honoré III. von Monaco sowie mit dem Fürsten Louis (V.) Condé verheiratet.